# Вулиця Казбетська (Черкаси)
Вулиця Казбетська — вулиця в Черкасах.

## Розташування
Вулиця починається від вулиці Хрещатик і простягається на південний захід, впирається у вулицю Сумгаїтську.

## Опис
Вулиця неширока, асфальтована.

## Походження назви
Вулиця була утворена в 1941 році і названа на честь Леоніда Красіна. В роки німецької окупації називалась Київською.
Сучасна назва — з 2016 року, похідна від назви місцевості Казбет.

## Будівлі
По вулиці розташовані приватні будинки.